# Lithospermum mirabile
Lithospermum mirabile là loài thực vật có hoa trong họ Mồ hôi. Loài này được Small mô tả khoa học đầu tiên năm 1903.